# Gelderland
Gelderland (uitspraakⓘ; Nedersaksisch: Gelderlaand) is de grootste provincie van Nederland. De provincie is gelegen in het midden en oosten van Nederland en wordt in het noordoosten begrensd door Overijssel, in het oosten door de Duitse deelstaat Noordrijn-Westfalen, in het zuiden door Limburg en Noord-Brabant, in het uiterste zuidwesten door Zuid-Holland, in het westen door de provincie Utrecht en in het noordwesten door de provincie Flevoland, gescheiden door de Veluwerandmeren.
De hoofdstad van Gelderland is Arnhem. De stad met de meeste inwoners is Nijmegen en qua oppervlakte is Apeldoorn de grootste gemeente.

## Geschiedenis
De provincie behoorde tussen 1339 en 1795 tot het Hertogdom Gelre, officieel "hertogdom Gelre en graafschap Zutphen". Het historische hertogdom omvatte in het huidige Nederland geheel Gelderland en Noord-Limburg. Het strekte zich ook uit over een klein deel van de huidige Duitse deelstaat Noordrijn-Westfalen. Gelre was verdeeld in vier kwartieren, samen vormden zij de Staten van de Kwartieren.

## Geografie
Gelderland is, naar landoppervlakte, de grootste provincie van Nederland. Qua totale oppervlakte, inclusief wateroppervlakte, is Friesland de grootste provincie. De provincie kent 51 gemeenten. Nijmegen, Apeldoorn en Arnhem zijn de grootste steden. Gelderland heeft verschillende landstreken, waaronder de Veluwe, de Gelderse Vallei, de Betuwe, de Bommelerwaard, de Tielerwaard, het Land van Maas en Waal, het Rijk van Nijmegen, de Liemers en de Achterhoek. De Regio Arnhem Nijmegen is een van de grotere stedelijke gebieden van Nederland.
Gelderland wordt doorsneden door de Rijn met zijn aftakkingen Waal en IJssel. De Maas vormt de grens met Noord-Brabant. Het hoogste punt van Gelderland is het Signaal Imbosch (109,9 m) op de Veluwe.

### Rechterlijke indeling
Sinds 1 april 2013 is er één arrondissement Gelderland met vier zittingsplaatsen: Arnhem, Nijmegen, Zutphen en Apeldoorn. Voor 1 januari 2013 kende Gelderland twee arrondissementen: het Arrondissement Arnhem en het Arrondissement Zutphen. Tussen 1 januari en 1 april 2013 maakte Gelderland deel uit van het Arrondissement Oost-Nederland.

### Grootste plaatsen

Bevolkingspiramide

Onderstaand een overzicht van de grootste (naar aantal inwoners) Gelderse plaatsen per 1 januari 2023.
|     | Plaats     | Inwonertal |
| --- | ---------- | ---------- |
| 1.  | Nijmegen   | 169.095    |
| 2.  | Arnhem     | 165.770    |
| 3.  | Apeldoorn  | 141.255    |
| 4.  | Ede        | 79.435     |
| 5.  | Harderwijk | 48.906     |
| 6.  | Doetinchem | 46.410     |
| 7.  | Tiel       | 40.490     |
| 8.  | Wageningen | 40.960     |
| 9.  | Zutphen    | 40.150     |
| 10. | Wijchen    | 36.865     |

## Politiek
Gelderland wordt in de periode 2023-2027 bestuurd door een coalitie van BBB, VVD, CDA, ChristenUnie en SGP. Vanaf 2 oktober 2023 was Henri Lenferink waarnemend commissaris van de Koning. Op woensdag 19 maart 2025 is Daniël Wigboldus welkom geheten als nieuwe commissaris van de Koning. 

## Gemeenten

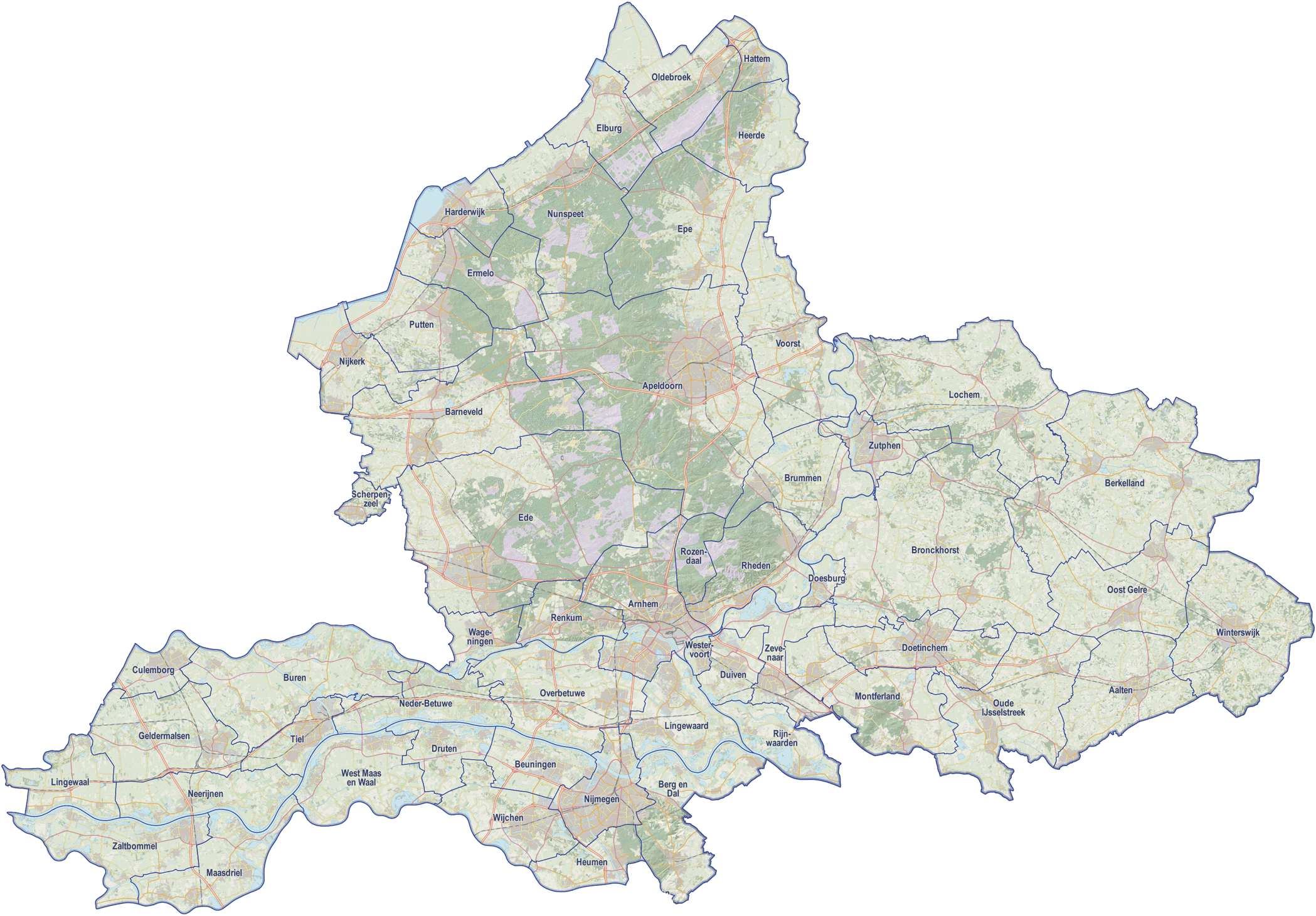
Provincie Gelderland, indeling van gemeenten per 2019.

Gelderland is opgedeeld in 51 gemeenten.
| - Aalten - Apeldoorn - Arnhem - Barneveld - Berg en Dal - Berkelland - Beuningen - Bronckhorst - Brummen - Buren - Culemborg - Doesburg - Doetinchem - Druten - Duiven - Ede - Elburg | - Epe - Ermelo - Harderwijk - Hattem - Heerde - Heumen - Lingewaard - Lochem - Maasdriel - Montferland - Neder-Betuwe - Nijkerk - Nijmegen - Nunspeet - Oldebroek - Oost Gelre - Oude IJsselstreek | - Overbetuwe - Putten - Renkum - Rheden - Rozendaal - Scherpenzeel - Tiel - Voorst - Wageningen - West Betuwe - West Maas en Waal - Westervoort - Wijchen - Winterswijk - Zaltbommel - Zevenaar - Zutphen |

## Cultuur
Er zijn vele musea, zoals onder andere het Nederlands Openluchtmuseum en Museum voor Moderne Kunst in Arnhem, Museum Het Valkhof in Nijmegen, het Paleis Het Loo in Apeldoorn en in Otterlo het Kröller-Müller Museum. Ook beschikken enkele steden over een groot theater zoals het Musis Sacrum in Arnhem, Concertgebouw de Vereeniging in Nijmegen en Orpheus in Apeldoorn. Ook is in Gelderland tussen Dieren, Beekbergen en Loenen de Veluwsche Stoomtrein Maatschappij gevestigd. 
De bij een groter publiek bekende poppodia zijn Luxor Live en Doornroosje, de GelreDome in Arnhem biedt concerten aan van grote artiesten. De gemeenten Renkum en Overbetuwe krijgen jaarlijks toeristen die de streek bezoeken vanwege de Slag om Arnhem. Vaak worden dan de historische locaties bezocht, zoals de John Frostbrug, Ginkelse Heide en de Airborne War Cemetery in Oosterbeek.
Het Gelders volkslied werd geschreven door C.J.C. Geerlings in 1941.

### Evenementen
In vele (grote) plaatsen worden evenementen gehouden. Ook zijn er in de kleinere plaatsen en dorpen vaak jaarmarkten, braderieën, muziek- en sportevenementen of andere jaarlijks terugkerende evenementen. De meest bezochte evenementen in Gelderland zijn de Vierdaagsefeesten (gelijktijdig georganiseerd met de Internationale Vierdaagse Afstandsmarsen), de Zevenheuvelenloop, World Statues Festival, Zwarte Cross, Fruitcorso, Appelpop, Bloemencorso Lichtenvoorde, de Airborne Wandeltocht en de Aaltjesdagen.

### Sport
Gelderland is de thuisbasis van drie betaald voetbalclubs en talloze amateurverenigingen. De bekendste zijn:
Vitesse Arnhem
De grootste en rijkste club van de provincie is de Arnhemse Vitesse. De club werd in het jaar 1892 opgericht en is daarmee de op een na oudste voetbalclub van de Nederlandse profclubs in de Eredivisie. Al jaren speelt Vitesse in de (sub)top van Nederland. In het seizoen 2016/2017 won de club zijn eerste grote prijs, de KNVB Beker. Ook speelde Vitesse meerdere malen Europees voetbal. De traditionele uitrusting van Vitesse bestaat uit een verticaal gestreept geel-zwart shirt, gebaseerd op de kleuren van de provincie Gelderland.
De Graafschap
De Graafschap werd nog nooit landskampioen en won nog nooit de KNVB beker. De hoogste eindklassering in de Eredivisie was de achtste plaats in 1997. De Graafschap heeft een rijke geschiedenis in zowel de Eredivisie als de Eerste divisie. Om de vele promoties en degradaties staat De Graafschap bekend als een 'heen en weer'. De aanhang van de club noemt zichzelf 'boeren' en staat bekend om zijn Achterhoekse mentaliteit en gemoedelijke sfeer. De Graafschap dankt daaraan de bijnaam de Superboeren.
N.E.C. Nijmegen
Volksclub N.E.C. werd opgericht op 11 april 1910, na een fusie tussen Eendracht (15 november 1900) en NVV Nijmegen (1 augustus 1908). De club speelde jaren vast in de Eredivisie. De Nijmegenaren wonnen nog nooit een grote prijs. N.E.C. haalde vier keer de finale om de Nederlandse beker. In 1973 was NAC Breda te sterk, in 1983 Ajax, in 1994 Feyenoord en in 2000 Roda JC. De club speelde driemaal Europees voetbal. De laatste keer was dit in het seizoen 2008-2009. Sinds de degradatie in 2017 was N.E.C. actief in de Eerste divisie. In seizoen 2021-2022 kwam N.E.C. weer uit in de Eredivisie.
Overige
In de Tweede divisie speelden onder meer twee Gelderse ploegen. De Treffers uit Groesbeek en SV TEC uit Tiel.
In de Derde divisie spelen vier Gelderse voetbalclubs, verdeeld over de beide speeldagen. Op zaterdag spelen DVS '33 uit Ermelo, VVOG uit Harderwijk en VV Sparta Nijkerk. Op zondag speelt FC Lienden en SV AWC uit Wijchen.
Wielrennen
In 2016 organiseerde Gelderland de eerste drie etappes van de Giro d'Italia. In 2009 was Zutphen startplaats van de derde etappe van de Vuelta á España.

## Naamgeving
De naam Gelderland is afkomstig van het toenmalige graafschap en latere hertogdom Gelre. Gelre verwees vroeger naar het Duitse Geldern. De Oudnederlandstalige naam wordt niet meer gebruikt. Daardoor is het makkelijker in te zien dat Gelderland naar Geldern verwijst.